# Valter Chifu
Corneliu Valter Chifu (ur. 2 września 1953 w Bukareszcie) – rumuński siatkarz, medalista igrzysk olimpijskich.

## Życiorys
Chifu był w składzie reprezentacji Rumunii podczas igrzysk olimpijskich 1980 w Moskwie. Jego reprezentacja zdobyła brązowy medal.